# Orthoperus nigrescens
Orthoperus nigrescens là một loài bọ cánh cứng trong họ Corylophidae. Loài này được Stephens miêu tả khoa học đầu tiên năm 1829.